# Frontera del Oeste
La Frontera del Oeste (Westmarch en el original inglés) es un lugar ficticio del legendarium del escritor británico J. R. R. Tolkien, que aparece en la novela El Señor de los Anillos. Es, en un principio, una región independiente de la Comarca, pero más tarde se une a ella. 
La Frontera del Oeste está situada entre las Colinas Lejanas y las Colinas de la Torre y en un principio la Comarca estaba delimitada por ella, hasta que en el año 32 C. E. (1462 según el Cómputo de la Comarca), el rey Elessar elaboró una ley por la que la «Gente Grande» no podía entrar en la Comarca, y además añadía a ella Los Gamos y la Frontera del Oeste, incluyendo las Emyn Beraid.
En 35 C. E., Elanor Gamyi, la hija mayor de Samsagaz Gamyi, y su marido Fastred, se mudaron a las Colinas de la Torre y Fastred fue nombrado Guardián de la Frontera del Oeste. Sus descendientes fueron conocidos como los Belinfantes, y el cargo de Guardián de la Frontera del Oeste fue heredado por las siguientes generaciones, que se encargaron de guardar y proteger el Libro Rojo de la Frontera del Oeste.